# Agrilus cavifrons
Agrilus cavifrons är en skalbaggsart som beskrevs av Waterhouse 1889. Agrilus cavifrons ingår i släktet Agrilus och familjen praktbaggar. Inga underarter finns listade i Catalogue of Life.